# ラグビーコートジボワール代表
ラグビーコートジボワール代表 (フランス語: Équipe de Côte d'Ivoire de rugby à XV) 
は、コートジボワールラグビー連盟によるラグビーユニオンのナショナルチーム。愛称は「レ・ゼレファン」(フランス語: Les Éléphants)である。

## 概要
コートジボワールラグビー連盟の発足は独立翌年の1961年だが、国際ラグビー評議会（IRB）加盟は1988年であり、最初のテストマッチは1990年5月5日のジンバブエ戦であった。
ワールドカップには1995年大会で初出場を果たした。フランス、スコットランド、トンガと対戦して全敗した。
以降は国際舞台に復帰した伝統的なラグビー強国の南アフリカ共和国（スプリングボクス）だけでなく、ナミビア・ケニアの後塵を拝しており、W杯への出場は果たせていない。

## ワールドカップの成績
- 1987年 - 不参加
- 1991年 - 予選敗退
- 1995年 - プール戦敗退
- 1999年 - 予選敗退
- 2003年 - 予選敗退
- 2007年 - 予選敗退
- 2011年 - 予選敗退
- 2015年 - 予選敗退
- 2019年 - 予選敗退
- 2023年 - 予選敗退
- 2027年 - 予選敗退